# La fine della notte (film 1989)
La fine della notte è un film del 1989 diretto da Davide Ferrario.
È l'esordio come regista di Ferrario, liberamente ispirato ad una storia vera accaduta in Veneto nel 1986.

## Trama
Claudio, un operaio e Vincenzo un meccanico di provincia, sono due 25enni annoiati e tormentati dal solito tran tran della vita quotidiana, un giorno vennero sorpresi da Meroni, un contadino che vedendoli nella sua proprietà privata li aggredì. Vincenzo, in compagnia di Claudio la sera seguente aggredirà il contadino uccidendolo. Da quella sera gli eventi precipiteranno sempre di più, i due cominceranno a scappare in giro per l'Italia rubando auto e uccidendo persone terze per futili motivi. 